# Округ Прјевидза
Округ Прјевидза (слч. Okres Prievidza) округ је у Тренчинском крају, у Словачкој Републици. Административно средиште округа је град Прјевидза.

## Географија
Налази се у источном дијелу Тренчинског краја.
Граничи:
- на сјеверу је Округ Илава,
- источно Жилински крај,
- западно Округ Тренчин, Округ Бановце на Бебрави и Округ Партизанске,
- јужно Банскобистрички крај.

Клима је умјерено континентална.

## Становништво
| Година:    | 1994.   | 2004.   | 2014.   | 2024.   |
| ---------- | ------- | ------- | ------- | ------- |
| Број људи: | 141 005 | 139 502 | 136 554 | 127 650 |
| Разлика:   |         | -1,06 % | -2,11 % | -6,52 % |

| Година:    | 2023.   | 2024.   |
| ---------- | ------- | ------- |
| Број људи: | 128 613 | 127 650 |
| Разлика:   |         | -0,74 % |

Према подацима о броју становника из 2011. године округ је имао 137.819 становника. Словаци чине 92,39% становништва.
| Етнички састав (2011)‍ | Етнички састав (2011)‍ | Етнички састав (2011)‍ | Етнички састав (2011)‍ | Етнички састав (2011)‍ |
| --------------------- | --------------------- | --------------------- | --------------------- | --------------------- |
|                       |                       |                       |                       |                       |
| Словаци               | Словаци               |                       | 0                     | 92,39%                |
| Чеси                  | Чеси                  |                       | 0                     | 0,49%                 |
| остали, непознато     | остали, непознато     |                       | 0                     | 7,12%                 |

## Насеља
У округу се налази четири града и 48 насељених мјеста. Градови су Бојњице, Новаки, Прјевидза и Хандлова.